# Lázaro de Velasco
Lázaro de Velasco (Granada, c. 1521-ib., 1584) fue un humanista, escritor, arquitecto y pintor español. Nacido en Granada, es el primer traductor de Vitruvio al idioma español. 

## Biografía
Era hijo de Jacopo Torni, pintor florentino que llegó a España hacia 1520, y de Juana de Velasco. Se cree que pudo haber nacido entre 1520 y 1526, aunque se desconocen muchas cuestiones relativas a su infancia y juventud. Desde 1550 aparece como iluminador y miniaturista de libros. Según afirma en el libro, estudió en la universidad y fue rector del Colegio Real de Niños de Granada. La traducción vitruviana data de 1564, y ha sido estudiada en varias ocasiones, conservándose un ejemplar original en la Biblioteca Pública de Cáceres. El libro fue editado por primera vez en 1999 por los profesores Pizarro Gómez y Mogollón Cano-Cortés.